# Medal of Honor: Warfighter
Medal of Honor: Warfighter (znany również pod nazwą Medal of Honor 2 lub Medal of Honor 2: Warfighter) – gra FPS produkcji studia Danger Close Games. Jest ona bezpośrednią kontynuacją gry Medal of Honor z 2010 roku oraz czternastą z kolei grą serii. Gra została oficjalnie zapowiedziana 23 lutego 2012 roku, a wydano ją na 23 października 2012 w Ameryce Północnej, 25 października w Europie oraz 26 października w Wielkiej Brytanii. Gra wykorzystuje silnik graficzny Frostbite 2 zarówno w trybie jednoosobowym, jak i wieloosobowym.

## Rozgrywka

### Gra jednoosobowa
Gra bezpośrednio kontynuuje wydarzenia z poprzedniej części. Gracz w trakcie gry wciela się w trzech bohaterów: Preachera, bohatera znanego z poprzedniej części gry oraz Stumpa, żołnierza United States Navy SEALs oraz agenta Argyrusa występującego w misji treningowej. Wszystkie misje zostały przygotowane w oparciu o rzeczywiste operacje, a będą rozgrywać się w wielu różnych lokacjach takich jak Filipiny oraz Somalia.

### Gra wieloosobowa
W trybie wieloosobowym gracz dostaje do dyspozycji sześć klas postaci. Ponadto występuje w grze system współpracy, gdzie dwójka graczy musi ze sobą współpracować, dodatkowo otrzyma w tym celu specjalne umiejętności. Jednostki będą pochodziły ze specjalnych jednostek wojskowych z dziesięciu państw świata:
| Państwo          | Jednostki występujące w grze     |
| ---------------- | -------------------------------- |
| Australia        | SASR                             |
| Kanada           | JTF2                             |
| Korea Południowa | UDT/SEALs                        |
| Niemcy           | KSK                              |
| Norwegia         | FSK/HJK                          |
| Polska           | GROM                             |
| Rosja            | Specnaz/Grupa Alfa               |
| USA              | SEALs, SFOD-D, OGA (CIA SAD/SOG) |
| Szwecja          | SOG (SSG/SIG)                    |
| Wielka Brytania  | SAS                              |

Każda z jednostek będzie posiadała własne charakterystyczne wyposażenie oraz styl walki.

## Promocja gry
Zespół Linkin Park w teledysku do swojego utworu zatytułowanego „Castle of Glass” umieścił fragmenty z gry Medal of Honor Warfighter. Był to jeden z elementów promocji zarówno gry, jak i zespołu. Nie jest to pierwsza współpraca twórców Medal of Honor i Linkin Park, ekipy współpracowały ze sobą również przy produkcji poprzedniej części gry.